# Стабровский, Василий Данилович
Василий Данилович Стабровский (1925 — 1944) — герой-партизан-подрывник партизанского отряда Великой Отечественной войны, участник партизанского движения в Витебской области Белорусской ССР, погиб при исполнении задания в январе 1944 года.

## Биография
Родился в 1925 году в деревне Шепетово Толочинского района Витебской области в Белоруссии. Воспитывался в многодетной семье из девяти человек, младшая сестра Раиса родилась в 1941 году. В июне 1941 года немецко-фашистская армия оккупировала деревню. Не мог равнодушно смотреть как враг по хозяйски ведёт себя на родной земле и стал помогать партизанам собирать оружие с поля боя и передавать его в отряд. Позже, зная окрестности, мальчик помогал бойцам ориентироваться, показывал кратчайшие пути до магистрали, на которой совершались диверсии в отношении фашистов.
Осенью 1942 года Василий пришёл в партизанский отряд «Дяди Кости», 1-й бригады Константина Заслонова. Стал принимать участие в боевых действиях против врага. Поджигал мосты, взрывал немецкую технику. В отряде был принят в комсомол.
Во время одной из такой операции, 25 января 1944 года, во вражеский гарнизон в деревне Кулики Сенненского района, Василий вместе с другими бойцами отряда решили устроить засаду немцам. Однако, было неизвестно о точном количестве сил противника. Когда отряд из 21 партизана подошли к деревне, выяснилось, что немцев больше 500 человек. Завязался неравный бой. Василию прострелили обе ноги, он остался один на поле боя. До последнего патрона партизан-комсомолец вёл бой с противником. Последним выстрелом он завершил свой жизненный путь. Десять партизан отряда, погибших в той операции похоронены в братской могиле в деревне Воронино Сенненского района.
За мужество и героизм в боях с немецко-фашистскими захватчиками юный партизан был награждён орденом Красной Звезды. Из наградного представления следует, что за время участия в партизанском отряде Василий совместно со своей группой подорвал семь автомобилей, одну бронемашину, было убито девяносто три немца, взорвано три деревянных моста.

## Память
- Имя Василия Стабровского в 1975 году было присвоено теплоходу[4].
- Одна из улиц города Толочина Витебской области носит имя Героя.